# Lucena del Cid
Lucena del Cid è un comune spagnolo di 1 528 abitanti situato nella comunità autonoma Valenciana.